# Luigi Zorzi
Luigi Zorzi (Passons, 4 maggio 1920 – Udine, 18 gennaio 1990) è stato un calciatore italiano, di ruolo difensore.
Era anche noto come Zorzi I per distinguerlo dal fratello minore Bruno (II).

## Caratteristiche tecniche
Ha giocato prevalentemente come terzino (sia a destra che a sinistra), pur avendo iniziato la carriera nel ruolo di attaccante. Abile nei contrasti e nel gioco aereo, aveva buon senso della posizione e dell'anticipo, pur non essendo particolarmente dotato dal punto di vista tecnico.

## Carriera

### Gli esordi e i primi anni nell'Udinese (1936-1942)

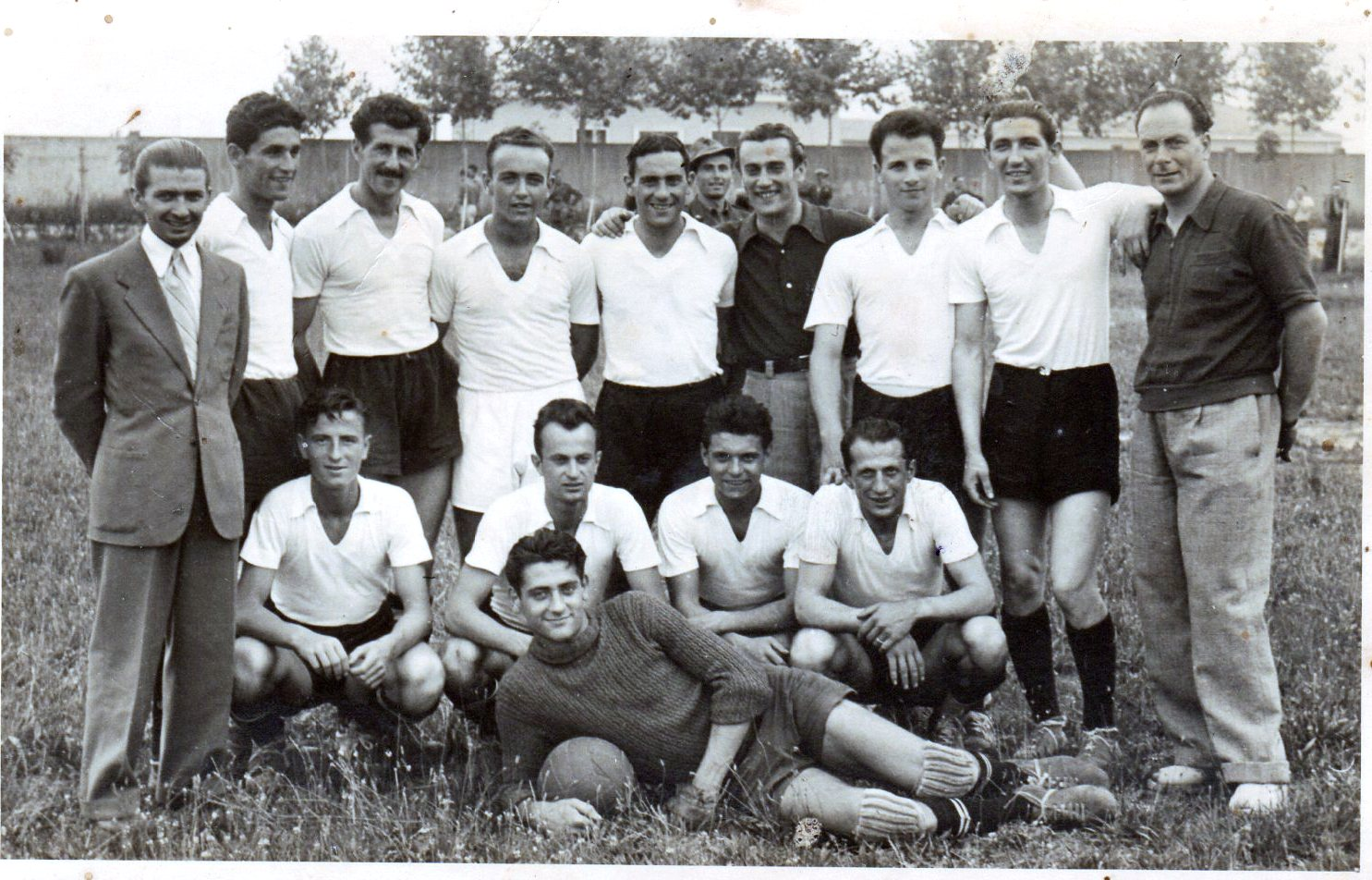
Foto di squadra dell'Udinese: Zorzi è il terzo in piedi da destra

Esordisce nel 1935 nella Bellotto Sport, formazione giovanile friulana nella quale milita insieme al conterraneo Pietro Degano. Nell'estate 1936 viene ingaggiato dall'Udinese, con cui esordisce il 24 settembre sul campo del Mantova; l'allenatore ungherese Istvàn Fogl lo schiera inizialmente in attacco, ruolo in cui si guadagna l'appellativo di Torello di Passons. Trasformato in terzino da Luigi Miconi dopo un provino svolto a Bologna in quel ruolo, viene nuovamente schierato in attacco nella stagione 1938-1939, conclusa dai friulani con la promozione in Serie B.
Con l'acquisto di Walter D'Odorico nel ruolo di centravanti Zorzi torna definitivamente a occupare il ruolo di terzino, nei tre successivi campionati tra i cadetti, per un totale di 143 presenze complessive con la maglia friulana.

### Milan e Sampdoria
Nel 1942 viene acquistato dal Milano, insieme ai compagni di squadra Walter Del Medico e Attilio Gallo, su suggerimento del consigliere ed ex calciatore del Padova Antonio Busini. Nella formazione rossonera viene impiegato come terzino sistemista, in marcatura sulle ali avversarie, offrendo un discreto rendimento.

La prima Sampdoria, stagione 1946/1947. In piedi, da sinistra, Bassetto, Gramaglia, Fabbri, Bovoli, Fattori, Fiorini e Pischianz. In ginocchio, Frugali, Baldini, Lusetti e Zorzi.

In quella stessa stagione, conclusa al sesto posto, Zorzi viene inviato al fronte dell'Africa settentrionale insieme a Degano; tuttavia non vengono imbarcati per Tripoli e, grazie all'interessamento di un colonnello, possono ritornare a casa. Nel corso del conflitto partecipa, sempre nelle file del Milano, al Campionato Alta Italia 1944; alla ripresa dei campionati viene confermato per disputare la stagione 1945-1946 formando con l'ex udinese Giovanni Clocchiatti la coppia di terzini titolare. Nel 1946, con l'arrivo del nuovo allenatore Giuseppe Bigogno, viene considerato poco adatto a giocare nel ruolo di terzino sistemista, e viene ceduto alla neonata Sampdoria, dove rimane per tre stagioni consecutive nella massima serie giocando ad alti livelli. Con i blucherchiati, ove sarà impiegato come terzino sinistro, sarà titolare inamovibile, disputando nelle tre annate 102 partite di campionato.

### Ritorno a Udine (1949-1956)
Nel 1949 accetta la proposta del presidente dell'Udinese Giuseppe Bertoli, e fa ritorno alla squadra friulana dopo sette anni. Nel campionato 1949-1950 contribuisce alla promozione dei bianconeri realizzando 12 reti (record personale), grazie anche al proprio ruolo di rigorista.
Riconfermato anche nelle successive stagioni nella massima serie, è titolare e capitano della squadra che nel campionato 1954-1955 conquista il secondo posto. A fine stagione, tuttavia, i friulani vengono retrocessi in Serie B per illecito sportivo, e tra i cadetti Zorzi disputa la sua ultima partita il 5 febbraio 1956 sul campo del Parma. In carriera ha disputato 280 partite di campionato con la maglia dell'Udinese, superato da Antonio Di Natale nel gennaio 2013 al terzo posto della classifica generale dei giocatori più presenti della società friulana.

## Palmarès

### Club

#### Competizioni nazionali
- Serie C: 1

Udinese: 1938-1939
- Serie B: 1

Udinese: 1955-1956